# Alfred d'Anglemont de Tassigny
Alfred d'Anglemont de Tassigny, né le 6 juin 1832 au Château de Reméhan à Pouru-Saint-Remy et mort le 29 octobre 1899 à Pouru-Saint-Remy, est un négociant en vins de Champagne et brasseur à Reims.

## Biographie
Henry Alfred d'Anglemont de Tassigny est le fils de Jean Maurice d'Anglemont de Tassigny (1784-1860), maire de Pouru-Saint-Rémy, ancien officier de cavalerie, propriétaire terrien, et membre du Conseil de l'arrondissement de Sedan et de Françoise Gabrielle de Nonancourt (1805-1881). Henry Alfred d'Anglemont de Tassigny est négociant, brasseur. La famille d'Anglemont de Tassigny possédait la brasserie Jeanne d’Arc située 7 boulevard de la République (devenu boulevard Foch) à Reims. Il est également  fondateur de la Compagnie de sauveteurs de Reims dans la Cie des sapeurs pompiers de Reims dont il devient le capitaine-commandant. Il décède le 29 octobre 1899 à Pouru-Saint-Remy.

### Famille
Il épouse, le 24 mai 1859 à Reims Pauline Delbeck (1840-1934) avec qui il aura douze enfants.

## Distinctions et hommages
- Chevalier de la Légion d'honneur par décret du 26 novembre 1871[3].